# Bosco Base
Bosco Base is een Vlaamse vzw die opleidingen voor animator in het jeugdwerk organiseert voor jongeren van 15 tot en met 30 jaar, en speelpleinwerking ondersteunt.
Bosco Base uit Heverlee leidt meestal tijdens de schoolvakanties jongeren op tot animator. De vormingsweek vinden onder andere plaats in Oud-Heverlee. Tijdens de opleiding wordt geleerd om te gaan met verantwoordelijkheden, maar voornamelijk leren de cursisten om goed te kunnen spelen. Na de opleiding kunnen stages in binnen- en buitenland gevolgd worden.  
Jaarlijks organiseren Bosco Base, Kazou en de Vlaamse Dienst Speelpleinwerk sinds 2017 op de laatste dag van juli, de Dag van de Animator. Op deze dag wordt het werk van bijna 39.000 in positief daglicht geplaatst. Tijdens de Week tegen Pesten zetten ze hun project speelplaatsanimatie in de kijker, waarbij jongeren op een creatieve en zinvolle manier worden uitgedaagd om hun speeltijd in te vullen. Tweejaarlijks is er het weekend Sjoefoemi voor de Don Bosco animatoren, waarbij de jongeren bedankt worden voor hun vrijwillige inzet.
De Bosco Base ondersteunt een tiental Don Bosco-speelpleinen en vakantiewerkingen in Vlaanderen. 
Deze organisatie wordt door de Vlaamse overheid erkend als landelijke jeugddienst.
Voor mei 2023 was Bosco Base gekend als Jeugddienst Don Bosco.